# Елиът Телчър
Елиът Телчър (на английски: Eliot Teltscher) е американски тенисист. 

## Биография
Елиът Телчър е роден на 15 март 1959 г. в Ранчо Палос Вердес, Калифорния, и живее в Ървайн, Калифорния. Майка му е родена в Подмандатна Палестина. Баща му Ерик e от австрийски произход, оцелява от Холокоста и имигрира в Мандатна Палестина, където се присъединява към британската армия, в последствие става индустриален инженер.
Започва да играе тенис на 9 години, а на 17 е класиран в топ десет в ранглистата на САЩ за юноши. Той посещава UCLA през 1978 г. с тенис стипендия, но напуска, за да започне професионална тенис кариера.

## Кариера
Елиът Телчър става професионалист през 1979 г. Играч е в топ 10 на света е от 1980 до 1982 г. Достига най-високо класиране на сингъл в ATP, до номер 6 в света, на 7 май 1982 г.
Елиът Телчър и неговият партньор Тери Мур стигат до финал на двойки на Откритото първенство на Франция през 1981 г., а с Барбара Джордан печелят титлата на смесени двойки през 1983 г. Той достига до четвъртфинал на Откритото първенство на САЩ през 1980, 1981 и 1983 г., като и трите пъти е победен от Джими Конърс. Телчър печели 10 титли на сингъл по време на професионалната си кариера, която приключва през 1988 г.
Елиът Телчър е в отбора на САЩ за Купа Дейвис през 1982, 1983 и 1985 г. Неговият отбор побеждава Франция в турнира през 1982 г.
Елиът Телчър е въведен в Националната еврейска спортна зала на славата през 1991 г., в Еврейската спортна зала на славата на Южна Калифорния през 1998 г. и в Международната еврейска спортна зала на славата през 2009 г.

## Кариерна статистика

### Титли на двойки в турнири от Големия шлем (1)
| година | турнир      | партньор | съперници                   | резултат      |
| ------ | ----------- | -------- | --------------------------- | ------------- |
| 1981   | Ролан Гарос | Тери Мур | Хайнц Гюнтхарт Балаж Тароци | 2–6, 6–7, 3–6 |

### Титли на смесени двойки в турнири от Големия шлем (1)
| година | турнир      | партньор        | съперници              | резултат |
| ------ | ----------- | --------------- | ---------------------- | -------- |
| 1983   | Ролан Гарос | Барбара Джордан | Лесли Алън Чарлз Строд | 6–2, 6–3 |